# Šen-čen
Šen-čen (čínsky 深圳; pinyin: Shēnzhèn) je jedno z největších měst v Číně a jedno z nejrychleji rostoucích na světě. Leží v jižní Číně, v deltě Perlové řeky u hranic s Hongkongem. Je subprovinčním městem v provincii Kuang-tung.
Šen-čen se stal roku 1979 první speciální ekonomickou zónou v Číně. Tehdy měl jen několik tisíc obyvatel, živících se převážně rybářstvím.
Obrovský příliv investic jak z Číny samotné tak ze zahraničí způsobil, že má město v současnosti přibližně 17,7 milionu obyvatel. Historické památky zde vzhledem k minulosti města jako bývalá malá vesnice prakticky nejsou, jednou ze zajímavostí je např. zábavní park vystavěný okolo bývalého sovětského letadlového křižníku Minsk.
V Šen-čenu je významné mezinárodní letiště Šen-čen Pao-an. Sídlí zde Šenčenská univerzita, Polytechnická univerzita a mnoho dalších významných společností např. Huawei nebo TP-Link, které se zabývají výrobou elektroniky.

## Historie
První historické zmínky o Šen-čenu pocházejí z dynastie Ming, přibližně z roku 1410.
Místní lidé nazývali odvodňovací kanály v rýžových polích slovem 圳 (pinyin: zhèn; český přepis: čen).
Doslovný překlad slova 深圳 (pinyin: Shēnzhèn; český přepis: Šen-čen) znamená Hluboké příkopy,
protože v okolní krajině bylo mnoho potoků a zavlažovacích kanálů v rýžových polích.
Původně rybářskou vesnici Šen-čen nechal čínský vůdce Teng Siao-pching proměnit na první speciální ekonomickou zónu v Číně. Ta byla formálně založena roku 1979 díky sousedství s Hongkongem, který byl v té době prosperující oblastí pod správou Spojeného království. Speciální ekonomická zóna Šen-čen byla založena jako experimentální půda pro tržní kapitalismus řízený podle ideálu Socialismus s čínskými rysy.
Město Šen-čen jako budoucí Speciální ekonomická zóna bylo vybráno k přilákání průmyslových investic z Hongkongu. Tento koncept se osvědčil, oživil další otevíraní se Číny světu a nastartoval hospodářské reformy. Šen-čen se nakonec stal jedním z největších měst v regionu delty Perlové řeky, který se stal jedním z největších tahounů Čínského hospodářství a největší výrobní základnou na světě.
Šen-čen, dříve známý jako Pao-an, byl povýšen roku 1979 na úroveň prefektury, pod přímou správou provincie Kuang-tung (Kanton). V květnu 1980 byl oficiálně jmenován jako Zvláštní ekonomická zóna, první svého druhu v Číně. Právo hospodářské správy na provinční úrovni bylo městu přiděleno v roce 1988.
Šen-čen je nejstarší z pěti speciálních ekonomických zón v Číně.
Teng Siao-pching je často považován za člověka, který spustil proces otevírání Číny okolnímu světu a inicializoval prudký ekonomický rozmach.
Teng bývá také často spojován s městem Šen-čen.

## Administrativní členění
Šen-čen se řadí mezi subprovinční města. Člení se na devět městských obvodů, čtyři obvody vlastního města – Fu-tchien, Luo-chu, Nan-šan a Jen-tchien a pět předměstských obvodů. Pod jeden z předměstských obvodů (Lung-kang) spadá takzvaný „nový obvod“ Ta-pcheng.
| Fu-tchien Luo-chu Nan-šan Jen-tchien Pao-an Lung-chua Pching-šan Lung-kang Kuang-ming Ta-pcheng |          |                       |                    |                                  |
| Název                                                                                           | Název    | Počet obyvatel (2020) | Rozloha km² (2020) | Hustota zalidnění (obyv. na km²) |
| český přepis                                                                                    | znaky    | Počet obyvatel (2020) | Rozloha km² (2020) | Hustota zalidnění (obyv. na km²) |
| Městské obvody                                                                                  |          |                       |                    |                                  |
| Fu-tchien                                                                                       | 福田区   | 1 553 225             | 79                 | 19 749                           |
| Jen-tchien                                                                                      | 盐田区   | 214 225               | 75                 | 2 870                            |
| Kuang-ming                                                                                      | 光明区   | 1 095 289             | 155                | 7 046                            |
| Lung-chua                                                                                       | 龙华区   | 2 528 872             | 176                | 14 403                           |
| Lung-kang                                                                                       | 龙岗区   | 3 979 037             | 388                | 10 260                           |
| Luo-chu                                                                                         | 罗湖区   | 1 143 801             | 79                 | 14 524                           |
| Nan-šan                                                                                         | 南山区   | 1 795 826             | 186                | 9 682                            |
| Pao-an                                                                                          | 宝安区   | 4 476 554             | 398                | 11 237                           |
| Pching-šan                                                                                      | 坪山区   | 551 333               | 167                | 3 301                            |
| Nový obvod                                                                                      |          |                       |                    |                                  |
| Ta-pcheng                                                                                       | 大鹏新区 | 156 236               | 295                | 530                              |
|                                                                                                 |          |                       |                    |                                  |
| Celkem                                                                                          | Celkem   | 17 494 398            | 1 992              | 8 784                            |

Luo-chu, ležící uprostřed speciální ekonomické zóny (SEZ) a sousedící s Hongkongem, je finančním a obchodním centrem. Ve Fu-tchienu se nachází obecní vláda. Nan-šan je centrum hi-tech průmyslu a je situován v západní části SEZ. Pao-an a Lung-kang se nachází na severozápadě a severovýchodě. Jen-tchien je známý logistikou a je druhým největším přístavem s přepravištěm kontejnerů v Číně a třetím největším na světě.

## Podnebí
Šen-čen leží v subtropické části Číny, pod obratníkem Raka. Podle Köppenovy klasifikace podnebí spadá Šen-čen pod vlhké subtropické klima (Cfa). Jaro bývá poměrně suché, naopak v létě zde bývá často horko a vlhko, málokdy ale teploty přesahují 35 stupňů Celsia. Během léta občas zasáhnou tajfuny z východu. Zima je v Šen-čenu mírná, počasí je stabilní, obvykle bez jakýchkoliv nečekaných mrazů, což je způsobeno převážně kumulací tepla v Jihočínském moři.
| Šen-čen – podnebí           | Šen-čen – podnebí | Šen-čen – podnebí | Šen-čen – podnebí | Šen-čen – podnebí | Šen-čen – podnebí | Šen-čen – podnebí | Šen-čen – podnebí | Šen-čen – podnebí | Šen-čen – podnebí | Šen-čen – podnebí | Šen-čen – podnebí | Šen-čen – podnebí | Šen-čen – podnebí |
| Období                      | leden             | únor              | březen            | duben             | květen            | červen            | červenec          | srpen             | září              | říjen             | listopad          | prosinec          | rok               |
| --------------------------- | ----------------- | ----------------- | ----------------- | ----------------- | ----------------- | ----------------- | ----------------- | ----------------- | ----------------- | ----------------- | ----------------- | ----------------- | ----------------- |
| Průměrné denní maximum [°C] | 20                | 20                | 22                | 26                | 29                | 31                | 32                | 32                | 31                | 29                | 25                | 21                | 27                |
| Průměrné denní minimum [°C] | 13                | 13                | 16                | 20                | 24                | 26                | 26                | 26                | 25                | 22                | 18                | 14                | 20                |
| Průměrné srážky [mm]        | 21                | 33                | 45                | 113               | 159               | 238               | 252               | 282               | 166               | 41                | 22                | 21                | 1 393             |
| Zdroj: podle MSN            |                   |                   |                   |                   |                   |                   |                   |                   |                   |                   |                   |                   |                   |

## Průmysl a doprava
Šen-čen je významným dopravním uzlem mezi Hongkongem a zbytkem ČLR, je také významnou ekonomickou zónou, kterou využívají zahraniční investoři. Hlavním letištěm je mezinárodní letiště Šen-čen Pao-an. Mezi nejoblíbenější dopravní prostředky patří městské autobusy, systém metra s 8 trasami, městská železnice, auta a kola. V Šen-čenu sídlí podstatná část čínských firem a podniků, např. podniky zabývají se výrobou smartphonů a další elektroniky, jako jsou Huawei, ZTE, CoolPad, One Plus a jiní.
V roce 2016 činil městský HDP 294 mld. USD.
Na konci roku 2017 zástupci města oznámili, že všech 16 359 městských autobusů je elektrických. Dodavatelem vozidel je firma BYD. Ve městě bylo vybudováno 8000 dobíjecích míst v 510 dobíjecích stanicích. Čína si město vybrala pro pilotní projekt elektrizace dopravy v roce 2009. Pokračuje elektrizace taxislužby, na konci roku 2017 bylo 63 % z 17 000 vozidel taxislužby na elektřinu.
Podstatná je zde také nákladní námořní doprava, neboť šenčenský přístav patří mezi celosvětově nejrušenější kontejnerové přístavy.

## Sport
Od sezóny 2013 město hostí profesionální tenisový turnaj ženského okruhu WTA Tour pod názvem Shenzhen Open a od roku 2014 v podzimním období také mužskou událost okruhu ATP tour. Ve městě působí dva profesionální fotbalové kluby: Šen-čen-š’ a Šen-čen Ledman.

## Architektura
Město je zajímavé především rychlou výstavbou mrakodrapů. Již od konce roku 2016 má více budov s výškou nad 300 metrů než New York. Dominantou města je Ping An International Finance Centre – budova o výšce 600 metrů.

## Partnerská města
- Apia, Samoa (srpen 2015)
- Barcelona, Španělsko (červenec 2012)
- Brescia, Itálie, (listopad 1991)
- Brisbane, Austrálie, (červen 1992)
- Cukuba, Japonsko, (červen 2004)
- Haifa, Izrael, (2012)
- Houston, USA (březen 1986)
- Johor Bahru, Malajsie, (červenec 2006)
- Kalocsa, Maďarsko, (2011)
- Kingston, Jamajka, (březen 1995)
- Kingston upon Hull, Spojené království
- Kwangjang, Jižní Korea, (říjen 2004)
- Lomé, Togo, (červen 1996)
- Luxor, Egypt, (6. září 2007)
- Montevideo, Uruguay, (únor 2009)
- Norimberk, Německo, (květen 1997)
- Perm, Rusko, (2006)
- Poznaň, Polsko, (červenec 1993)
- Reno, USA, (30. dubna 2008)
- Rotherham, Spojené království, (listopad 2007)
- Samara, Rusko, (19. prosince 2008)
- Timișoara, Rumunsko, (únor 2007)
- Turín, Itálie, (leden 2007)
- Valonský Brabant, Belgie, (říjen 2003)
- Vienne, Francie, (říjen 1994)